# Baignade en mer
Baignade en mer és una pel·lícula francesa de Georges Méliès, estrenada el 1896 a principis del cinema mut. Actualment, la pel·lícula es considera perduda.
La pel·lícula, com algunes de les altres pel·lícules de Méliès, es va fer a la costa de Normandia, on ell i la seva família van anar de vacances entre el 14 i el 31 de juliol de 1896. Els historiadors del cinema consideren que aquesta pel·lícula és un remake de la pel·lícula La Mer dels germans Lumière.